# 주상필
주상필은 대한민국의 KBS미디어 소속 데이터과학자이자 프로덕트 매니저이다.

## 주요 논문
- Predicting TV drama popularity based on the quantitative competency index of the Cast & Crew - 박사학위논문 (2020.02.)
- TV드라마 참여 인물의 계량 능력지표에 기반한 첫 회 시청률 상대적 우위 예측 - 한국콘텐츠학회 (2019.06.)
- 방송 프로그램 출연진과 제작진의 계량 평가지표를 활용한 첫 회차 시청률 비교 우위 예측 - 한국콘텐츠학회 2019 춘계종합학술대회 (2019.05.)
- 광고기반 OTT와 월정액기반 OTT간 사용자 전환 요인 분석 - 제10회 한국미디어패널 학술대회 (2022.09.)